# Konvencija o međunarodnom civilnom zrakoplovstvu
Konvencija o međunarodnom civilnom zrakoplovstvu (engleski: Convention on International Civil Aviation), poznatija kao Čikaška konvencija (Chicago Convention), međunarodni je ugovor sastavljen u Chicagu, 7. prosinca 1944. godine. Konvencija je stupila na snagu 4. travnja 1947. godine po primitku 26 isprave o ratifikaciji, a Republika Hrvatska stranka je od 9. svibnja 1992. godine. Konvencija je revidirana devet puta - 1956., 1959., 1963., 1969., 1975., 1980., 1997., 2000. i 2006. godine. Konvencija danas ima 190 država stranaka, a depozitar su SAD.
Konvencijom je osnovana Organizacija međunarodnog civilnog zrakoplovstva, specijalizirana ustanova Ujedinjenih naroda. Konvencija sadrži pravila o zračnom prostoru, registraciji zrakoplova, zrakoplovnoj sigurnosti, kao i ostala detaljna prava država stranaka u vezi zračnog prometa. Konvencija je najvažniji izvor zračnog prava.

## Poveznice
- Organizacija međunarodnog civilnog zrakoplovstva
- Zračno pravo

## Vanjske poveznice
- Službene stranice ICAO
- Konvencija o međunarodnom civilnom zrakoplovstvu